# Campylorhynchus
Campylorhynchus is een geslacht van zangvogels uit de familie winterkoningen (Troglodytidae).

## Soorten
Het geslacht kent de volgende soorten:
- Campylorhynchus albobrunneus – Witkopwinterkoning
- Campylorhynchus brunneicapillus – Cactuswinterkoning
- Campylorhynchus capistratus – Roodrugwinterkoning
- Campylorhynchus chiapensis – Reuzenwinterkoning
- Campylorhynchus fasciatus – Zebrawinterkoning
- Campylorhynchus griseus – Tweekleurige winterkoning
- Campylorhynchus gularis – Gevlekte winterkoning
- Campylorhynchus humilis – Sclaters winterkoning
- Campylorhynchus jocosus – Harlekijnwinterkoning
- Campylorhynchus megalopterus – Grijsbandwinterkoning
- Campylorhynchus nuchalis – Streeprugwinterkoning
- Campylorhynchus rufinucha – Roodnekwinterkoning
- Campylorhynchus turdinus – Lijsterwinterkoning
- Campylorhynchus yucatanicus – Yucatánwinterkoning
- Campylorhynchus zonatus – Tijgerwinterkoning